# Morăreni, Vaslui
Morăreni este un sat în comuna Alexandru Vlahuță din județul Vaslui, Moldova, România.

## Geografie
Morăreni este așezat între două dealuri, se învecinează la nord cu localitatea Florești, la sud cu localitatea Buda, la vest cu localitatea Burlaci, la est cu localitatea Găvan. 
Zona este împădurită cu arbori: stejar, fag, frasin, tei, arțar.
Forma de relief este deluroasă.

## Istoric
Acum 40 de ani sateni se mai ocupau cu prelucrarea coveților (albii) linguri. În anul 1989 se afla un aerodrom pentru aterizarea avioanelor sanitare și planoarelor. În anul 1967 au avut loc alunecări de teren. Jumătate din partea de nord a satului a fost distrusă.
 Acest articol despre o localitate din județul Vaslui este deocamdată un ciot. Puteți ajuta Wikipedia prin completarea lui.